# Kaspar von Logau
Kaspar von Logau (ur. 3 sierpnia 1524 w Nysie, zm. 4 czerwca 1574 we Wrocławiu) – biskup Wiener Neustadt w latach 1560–1562, a następnie biskup wrocławski w latach 1562–1574, starosta generalny Śląska.
Kaspar von Logau był synem Mateusza von Logaua, kanclerza nyskiego księstwa biskupiego i bratem Henryka von Logau. Studiował w Lipsku i Padwie. W 1541 został kanonikiem wrocławskim, a 10 lat później prepozytem kapituły w Litomierzycach.
W 1560 na podstawie prezenty cesarskiej został biskupem Wiener Neustadt. 16 lutego 1562 na biskupa wybrała go wrocławska kapituła. Jako rządca diecezji wydał zarządzenia zmierzające do odbudowy katolicyzmu, ale nie zawsze doczekały się one realizacji. Był tolerancyjny wobec protestantów, co nie podobało się kapitule, która ponaglała go do walki z nowym wyznaniem.
Kaspar von Logau zmarł na gruźlicę i został pochowany w kościele św. Jakuba w Nysie.